# 일요시네마
《일요시네마》는 매주 일요일 오후 1시 25분에 방송되는 한국교육방송공사의 시네마 전문 텔레비전 프로그램이다.

## 기획 의도
세계의 영화를 소개하는 시네마 전문 텔레비전 프로그램이다.

## 역사
1998년 9월 6일에 첫 방송을 시작한 일요일 시간대에 편성되어 현재까지 종영되지 않고 오랜 기간 동안 지속적으로 방송되고 있다.

## 방송 시작 시간
- 기본 편성표에는 방송 분량을 1시간 30분으로 잡았으나, 방송하는 작품에 따라 방송 종료 시간이 일정하지 않았다.
- 편성 상황에 따라서 유동적으로 바뀌는 경우가 많았다.

| 방송 채널 | 방송 기간                        | 방송 시간                |
| --------- | -------------------------------- | ------------------------ |
| EBS 1TV   | 1998년 9월 6일 ~ 1999년 2월 28일 | 매주 일요일 낮 1시 50분  |
| EBS 1TV   | 2005년 3월 6일 ~ 2006년 8월 27일 | 매주 일요일 낮 1시 50분  |
| EBS 1TV   | 1999년 3월 7일 ~ 2002년 2월 24일 | 매주 일요일 낮 2시       |
| EBS 1TV   | 2002년 3월 3일 ~ 2005년 2월 27일 | 매주 일요일 낮 1시 40분  |
| EBS 1TV   | 2006년 9월 3일 ~ 2008년 2월 24일 | 매주 일요일 낮 2시 20분  |
| EBS 1TV   | 2008년 3월 2일 ~ 2011년 2월 27일 | 매주 일요일 낮 2시 40분  |
| EBS 1TV   | 2011년 3월 6일 ~ 2014년 2월 23일 | 매주 일요일 낮 2시 30분  |
| EBS 1TV   | 2014년 3월 2일 ~ 2017년 2월 26일 | 매주 일요일 낮 2시 15분  |
| EBS 1TV   | 2017년 3월 5일 ~ 2018년 2월 25일 | 매주 일요일 낮 1시 55분  |
| EBS 1TV   | 2018년 3월 4일 ~ 2019년 3월 31일 | 매주 일요일 낮 12시 10분 |
| EBS 1TV   | 2019년 4월 7일 ~ 2019년 8월 25일 | 매주 일요일 낮 1시 5분   |
| EBS 1TV   | 2019년 9월 1일 ~ 2020년 3월 29일 | 매주 일요일 낮 1시 10분  |
| EBS 1TV   | 2020년 4월 5일 ~ 2021년 3월 28일 | 매주 일요일 낮 1시 30분  |
| EBS 1TV   | 2021년 4월 4일 ~ 2023년 4월 2일  | 매주 일요일 낮 1시 20분  |
| EBS 1TV   | 2023년 4월 9일 ~ 현재            | 매주 일요일 낮 1시 25분  |

## 방송 회차

### 2016년
| 방송일    | 제목 (원제)                     |
| --------- | ------------------------------- |
| 1월 3일   | 클리프행어                      |
| 1월 10일  | 네 번의 결혼식과 한 번의 장례식 |
| 1월 17일  | 러브 레터                       |
| 1월 24일  | 미션 임파서블                   |
| 1월 31일  | 아이, 로봇                      |
| 2월 7일   | 포레스트 검프                   |
| 2월 14일  | 매직 인 더 문라이트             |
| 2월 21일  | 스파이 게임                     |
| 2월 28일  | 리멤버 타이탄                   |
| 3월 6일   | 업 클로즈 앤 퍼스널             |
| 3월 13일  | 말할 수 없는 비밀               |
| 3월 20일  | 싸인                            |
| 3월 27일  | 페이스 오프                     |
| 4월 3일   | 흐르는 강물처럼                 |
| 4월 10일  | 베니와 준                       |
| 4월 17일  | 구름 속의 산책                  |
| 4월 24일  | 탑 건                           |
| 5월 1일   | 월-E                            |
| 5월 8일   | 에브리바디스 파인               |
| 5월 15일  | 뮤직 오브 하트                  |
| 5월 22일  | 부시맨                          |
| 5월 29일  | 이티                            |
| 6월 5일   | 에너미 오브 스테이트            |
| 6월 12일  | 지금, 만나러 갑니다             |
| 6월 19일  | 고스트버스터즈                  |
| 6월 26일  | 고스트버스터즈 2                |
| 7월 3일   | 터미네이터                      |
| 7월 10일  | 터미네이터 2                    |
| 7월 17일  | 스파이더맨                      |
| 7월 24일  | 스파이더맨 2                    |
| 7월 31일  | 스파이더맨 3                    |
| 8월 7일   | 맘마미아!                       |
| 8월 14일  | 트위스터                        |
| 8월 21일  | 스타게이트                      |
| 9월 4일   | 오 형제여, 어디에 있는가?       |
| 9월 11일  | 칠드런 오브 맨                  |
| 9월 18일  | 인생은 아름다워                 |
| 9월 25일  | 이보다 더 좋을 순 없다          |
| 10월 2일  | 아이언 마스크                   |
| 10월 9일  | 워 호스 (영화)                  |
| 10월 16일 | 딥 임팩트                       |
| 10월 23일 | 2012                            |
| 10월 30일 | 꼬마 유령 캐스퍼                |
| 11월 6일  | 클릭                            |
| 11월 13일 | 쥬만지                          |
| 11월 20일 | 집으로 가는 길                  |
| 11월 27일 | 헐크                            |
| 12월 4일  | 백 투 더 퓨처                   |
| 12월 11일 | 백 투 더 퓨처 2                 |
| 12월 18일 | 이미테이션 게임                 |
| 12월 25일 | 글래디에이터                    |

### 2017년
| 방송일    | 제목 (원제)                            |
| --------- | -------------------------------------- |
| 1월 1일   | 캐스트 어웨이                          |
| 1월 8일   | 마스크 오브 조로                       |
| 1월 15일  | 페이첵                                 |
| 1월 22일  | 네 번의 결혼식과 한 번의 장례식        |
| 1월 29일  | 사운드 오브 뮤직                       |
| 2월 5일   | 스파이 게임                            |
| 2월 19일  | 로빈 후드                              |
| 2월 26일  | 터미널                                 |
| 3월 5일   | 폼페이: 최후의 날                      |
| 3월 12일  | 콘택트                                 |
| 3월 19일  | 콘 에어                                |
| 3월 26일  | 인사이더                               |
| 4월 2일   | 캐리비안의 해적: 블랙 펄의 저주        |
| 4월 9일   | 캐리비안의 해적: 망자의 함             |
| 4월 16일  | 천국의 아이들                          |
| 4월 23일  | 리얼 스틸                              |
| 4월 30일  | 기사 윌리엄                            |
| 5월 7일   | 나니아 연대기 - 사자, 마녀 그리고 옷장 |
| 5월 14일  | 나니아 연대기 - 캐스피언 왕자          |
| 5월 21일  | 쥬라기 공원                            |
| 5월 28일  | 캐치 미 이프 유 캔                     |
| 6월 4일   | 헬프                                   |
| 6월 11일  | 식스 센스                              |
| 6월 18일  | 지. 아이. 제인                         |
| 7월 2일   | 스파이더맨                             |
| 7월 9일   | 스파이더맨 2                           |
| 7월 16일  | 스파이더맨 3                           |
| 7월 23일  | 석양의 건맨                            |
| 7월 30일  | 석양의 무법자                          |
| 8월 6일   | 그들만의 리그                          |
| 8월 13일  | 네버랜드를 찾아서                      |
| 8월 20일  | 이미테이션 게임                        |
| 9월 3일   | 클리프행어                             |
| 9월 10일  | 마스크                                 |
| 9월 17일  | 셜록: 유령신부                         |
| 9월 24일  | 박물관이 살아있다!                     |
| 10월 1일  | 스피드                                 |
| 10월 15일 | 프리 윌리                              |
| 10월 22일 | 슈퍼맨                                 |
| 10월 29일 | 슈퍼맨 2                               |
| 11월 5일  | 쓰리 데이즈                            |
| 11월 12일 | 마이너리티 리포트                      |
| 11월 19일 | 에너미 오브 스테이트                   |
| 11월 26일 | 빌리 엘리어트                          |
| 12월 3일  | 어메이징 스파이더맨                    |
| 12월 10일 | 마스크 오브 조로                       |
| 12월 17일 | 레전드 오브 조로                       |
| 12월 24일 | 34번가의 기적                          |
| 12월 31일 | 어벤져스                               |

### 2018년
| 방송일    | 제목 (원제)                            |
| --------- | -------------------------------------- |
| 1월 7일   | 포레스트 검프                          |
| 1월 14일  | 터미네이터                             |
| 1월 21일  | 터미네이터 2: 심판의 날                |
| 1월 28일  | 어 퓨 굿 맨                            |
| 2월 4일   | 일루셔니스트                           |
| 2월 11일  | 길버트 그레이프                        |
| 2월 18일  | 앤트맨                                 |
| 2월 25일  | 씨비스킷                               |
| 3월 4일   | 다이 하드                              |
| 3월 11일  | 다이 하드 2                            |
| 3월 18일  | 다이 하드 3                            |
| 3월 25일  | 의뢰인                                 |
| 4월 1일   | 트루먼 쇼                              |
| 4월 8일   | 골드                                   |
| 4월 15일  | 아나스타샤                             |
| 4월 22일  | 시스터 액트                            |
| 4월 29일  | 히어애프터                             |
| 5월 6일   | 인사이드 아웃                          |
| 5월 13일  | 2012                                   |
| 5월 20일  | 꼬마 돼지 베이브                       |
| 5월 27일  | 헐크                                   |
| 6월 3일   | 아이, 로봇                             |
| 6월 10일  | 미션 임파서블                          |
| 6월 17일  | 맘마미아!                              |
| 6월 24일  | 핸콕                                   |
| 7월 1일   | 글래디에이터                           |
| 7월 8일   | 스파이더맨                             |
| 7월 15일  | 스파이더맨 2                           |
| 7월 22일  | 스파이더맨 3                           |
| 7월 29일  | 쇼생크 탈출                            |
| 8월 5일   | 캐스트 어웨이                          |
| 8월 12일  | 오션스 일레븐                          |
| 8월 19일  | 캐치 미 이프 유 캔                     |
| 8월 26일  | 스피드                                 |
| 9월 9일   | 스타게이트                             |
| 9월 16일  | 딥 임팩트                              |
| 9월 23일  | 셜록: 유령신부                         |
| 9월 30일  | 굿 윌 헌팅                             |
| 10월 7일  | K-19 위도우메이커                      |
| 10월 14일 | 작전명 발키리                          |
| 10월 21일 | 폼페이: 최후의 날                      |
| 10월 28일 | 지. 아이. 제인                         |
| 11월 4일  | 캐리비안의 해적: 블랙 펄의 저주        |
| 11월 11일 | 미트 페어런츠                          |
| 11월 18일 | 혹성탈출: 진화의 시작                  |
| 11월 25일 | 탑 건                                  |
| 12월 2일  | 패치 아담스                            |
| 12월 9일  | 인사이드 맨                            |
| 12월 16일 | 스튜어트 리틀                          |
| 12월 23일 | 빌리 엘리어트                          |
| 12월 30일 | 나니아 연대기 - 사자, 마녀 그리고 옷장 |

### 2019년
| 방송일    | 제목 (원제)                       |
| --------- | --------------------------------- |
| 1월 6일   | 클리프행어                        |
| 1월 13일  | 라스트 모히칸                     |
| 1월 20일  | 사랑과 영혼                       |
| 1월 27일  | 레인메이커                        |
| 2월 3일   | 마스크 오브 조로                  |
| 2월 10일  | 에이리언2                         |
| 2월 17일  | 어 퓨 굿 맨                       |
| 2월 24일  | 스페이스 카우보이                 |
| 3월 3일   | 혹성탈출: 반격의 서막             |
| 3월 10일  | 나니아 연대기: 캐스피언 왕자      |
| 3월 17일  | 나니아 연대기: 새벽 출정호의 항해 |
| 3월 24일  | 악마는 프라다를 입는다            |
| 3월 31일  | 네 번의 결혼식과 한 번의 장례식   |
| 4월 7일   | 미션 임파서블: 로그네이션         |
| 4월 14일  | 월터의 상상은 현실이 된다         |
| 4월 21일  | 워 웨건                           |
| 4월 28일  | 사랑에 대한 모든 것               |
| 5월 5일   | 애니                              |
| 5월 12일  | 뮤직 오브 하트                    |
| 5월 19일  | 인디펜던스 데이                   |
| 5월 26일  | 고스트 버스터즈                   |
| 6월 2일   | 아이언 마스크                     |
| 6월 9일   | 투모로우                          |
| 6월 16일  | 콘택트                            |
| 6월 23일  | 블랙 호크 다운                    |
| 6월 30일  | 에이리언                          |
| 7월 7일   | 이보다 더 좋을 순 없다            |
| 7월 14일  | 흐르는 강물처럼                   |
| 7월 21일  | 사랑의 기적                       |
| 7월 28일  | 내겐 너무 가벼운 그녀             |
| 8월 4일   | 터미널                            |
| 8월 11일  | 보디가드                          |
| 8월 18일  | 가타카                            |
| 9월 1일   | 에이 아이                         |
| 9월 8일   | 패신저스                          |
| 9월 15일  | 쇼생크 탈출                       |
| 9월 22일  | 왓 위민 원트                      |
| 9월 29일  | 보리밭을 흔드는 바람              |
| 10월 6일  | 글래디에이터                      |
| 10월 13일 | 셰인                              |
| 10월 20일 | 머니볼                            |
| 10월 27일 | 7월 4일생                         |
| 11월 3일  | 델마와 루이스                     |
| 11월 10일 | K2                                |
| 11월 17일 | 터미네이터                        |
| 11월 24일 | 당갈                              |
| 12월 1일  | 로빈 후드                         |
| 12월 8일  | 세렌디피티                        |
| 12월 15일 | 작은 아씨들                       |
| 12월 22일 | 어벤져스: 에이지 오브 울트론      |
| 12월 29일 | 아이언맨                          |

### 2020년
| 방송일    | 제목 (원제)                       |
| --------- | --------------------------------- |
| 1월 5일   | 식스 센스                         |
| 1월 12일  | 당신이 잠든 사이에                |
| 1월 19일  | 바이킹                            |
| 1월 26일  | 진주만                            |
| 2월 2일   | 캐리비안의 해적: 세상의 끝에서    |
| 2월 9일   | 캐리비안의 해적: 낯선 조류        |
| 2월 16일  | 영광의 깃발                       |
| 2월 23일  | 사브리나                          |
| 3월 1일   | 레전드 오브 조로                  |
| 3월 8일   | 미세스 다웃파이어                 |
| 3월 15일  | 작전명 발키리                     |
| 3월 22일  | 아이언맨 2                        |
| 3월 29일  | 아이언맨 3                        |
| 4월 5일   | 어메이징 스파이더맨               |
| 4월 12일  | 시티 오브 엔젤                    |
| 4월 19일  | 레인맨                            |
| 4월 26일  | 시간 여행자의 아내                |
| 5월 3일   | 어메이징 스파이더맨 2             |
| 5월 10일  | 샬롯의 거미줄                     |
| 5월 17일  | 스쿨 오브 락                      |
| 5월 24일  | 오션스 일레븐                     |
| 5월 31일  | 길버트 그레이프                   |
| 6월 7일   | 빌리 엘리어트                     |
| 6월 14일  | 와호장룡                          |
| 6월 21일  | 오만과 편견                       |
| 6월 29일  | 안나 카레니나                     |
| 7월 5일   | 터미네이터 3: 라이즈 오브 더 머신 |
| 7월 12일  | 에너미 오브 스테이트              |
| 7월 19일  | 콘택트                            |
| 7월 26일  | 위대한 개츠비                     |
| 8월 2일   | 2012                              |
| 8월 9일   | 죠스                              |
| 8월 16일  | 인사이드 맨                       |
| 8월 30일  | 마스크 오브 조로                  |
| 9월 6일   | 인생은 아름다워                   |
| 9월 13일  | 파 앤드 어웨이                    |
| 9월 20일  | 스팅                              |
| 9월 27일  | 터미널                            |
| 10월 4일  | 로마의 휴일                       |
| 10월 11일 | 박물관이 살아있다2                |
| 10월 18일 | 로렌조 오일                       |
| 10월 25일 | 아메리칸 퀼트                     |
| 11월 1일  | 내 이름은 튜니티                  |
| 11월 8일  | 탑 건                             |
| 11월 15일 | 뷰티풀 마인드                     |
| 11월 22일 | 빅 피쉬                           |
| 11월 29일 | 티파니에서 아침을                 |
| 12월 6일  | 튜니티라 불러다오                 |
| 12월 13일 | 튜니티는 아직도 내 이름           |
| 12월 20일 | 흐르는 강물처럼                   |
| 12월 27일 | 포레스트 검프                     |

### 2021년
| 방송일    | 제목 (원제)               |
| --------- | ------------------------- |
| 1월 3일   | 킹콩                      |
| 1월 10일  | 러브스토리                |
| 1월 17일  | 오페라의 유령             |
| 1월 24일  | 딥 임팩트                 |
| 1월 31일  | 일루셔니스트              |
| 2월 7일   | 미키 블루 아이즈          |
| 2월 14일  | 워 웨건                   |
| 2월 21일  | 혹성탈출: 진화의 시작     |
| 2월 28일  | 겨울의 라이온             |
| 3월 7일   | 스피드                    |
| 3월 14일  | 월터의 상상은 현실이 된다 |
| 3월 21일  | 지. 아이. 제인            |
| 3월 28일  | 크레이머 대 크레이머      |
| 4월 4일   | 내겐 너무 가벼운 그녀     |
| 4월 11일  | 미세스 다웃파이어         |
| 4월 18일  | 다빈치 코드               |
| 4월 25일  | 고스트버스터즈2           |
| 5월 2일   | 작은 아씨들               |
| 5월 9일   | 이티                      |
| 5월 16일  | 뮤직 오브 하트            |
| 5월 23일  | 라이어 라이어             |
| 5월 30일  | 인디펜던스 데이           |
| 6월 6일   | 투모로우                  |
| 6월 13일  | 로빈 후드                 |
| 6월 20일  | 컨택트                    |
| 6월 27일  | 네버랜드를 찾아서         |
| 7월 4일   | 식스 센스                 |
| 7월 11일  | 스파이더맨: 홈커밍        |
| 7월 18일  | 셰인                      |
| 7월 25일  | 빌리 엘리어트             |
| 8월 1일   | 맨 인 블랙3               |
| 8월 8일   | 죠스                      |
| 8월 15일  | 진주만                    |
| 8월 22일  | 트위스터                  |
| 9월 5일   | 라스트 모히칸             |
| 9월 12일  | 저스트 프렌드             |
| 9월 19일  | 와호장룡                  |
| 9월 26일  | 에너미 오브 스테이트      |
| 10월 3일  | 시티 오브 엔젤            |
| 10월 10일 | 불멸의 연인               |
| 10월 17일 | 마션                      |
| 10월 24일 | 트래쉬                    |
| 10월 31일 | 왓 위민 원트              |
| 11월 7일  | 티파니에서 아침을         |
| 11월 14일 | 기사 윌리엄               |
| 11월 21일 | 터미널                    |
| 11월 28일 | 장강 7호                  |
| 12월 5일  | 가타카                    |
| 12월 12일 | 어메이징 스파이더맨       |
| 12월 19일 | 패신저스                  |
| 12월 26일 | 뮤리엘의 웨딩             |

### 2022년
| 방송일    | 제목 (원제)                     |
| --------- | ------------------------------- |
| 1월 2일   | 행복을 찾아서                   |
| 1월 9일   | 마스크 오브 조로                |
| 1월 16일  | 돌아온 황야의 7인               |
| 1월 23일  | 제리 맥과이어                   |
| 1월 30일  | 쥬만지                          |
| 2월 6일   | 레인맨                          |
| 2월 13일  | 내 남자친구의 결혼식            |
| 2월 20일  | 스파이더맨                      |
| 2월 27일  | 서치                            |
| 3월 6일   | 뷰티풀 마인드                   |
| 3월 13일  | 말할 수 없는 비밀               |
| 3월 20일  | 긴급명령                        |
| 3월 27일  | 드라이빙 미스 데이지            |
| 4월 3일   | 패트리어트 게임                 |
| 4월 10일  | 일루셔니스트                    |
| 4월 17일  | 길버트 그레이프                 |
| 4월 24일  | 빅 피쉬                         |
| 5월 1일   | 딥 임팩트                       |
| 5월 8일   | 작은 아씨들                     |
| 5월 15일  | 스쿨 오브 락                    |
| 5월 22일  | 캐스트 어웨이                   |
| 5월 29일  | 턱시도                          |
| 6월 5일   | 스타트렉 비욘드                 |
| 6월 12일  | 킹콩                            |
| 6월 19일  | 아이언 마스크                   |
| 6월 26일  | 네 번의 결혼식과 한 번의 장례식 |
| 7월 3일   | 폭풍의 질주                     |
| 7월 10일  | 어 퓨 굿 맨                     |
| 7월 17일  | 맨 인 블랙                      |
| 7월 24일  | 라스트 모히칸                   |
| 7월 31일  | 엘도라도                        |
| 8월 7일   | 레전드 오브 조로                |
| 8월 14일  | 레인맨                          |
| 8월 21일  | 퍼펙트 스톰                     |
| 9월 4일   | 인생은 아름다워                 |
| 9월 11일  | 단테스 피크                     |
| 9월 18일  | 워 웨건                         |
| 9월 25일  | 의적 로빈후드                   |
| 10월 2일  | 쥬만지: 새로운 세계             |
| 10월 9일  | 슈퍼맨                          |
| 10월 16일 | 슈퍼맨 2                        |
| 10월 23일 | 우주 전쟁                       |
| 10월 30일 | 11인의 카우보이                 |
| 11월 6일  | 벤허                            |
| 11월 13일 | 벤허                            |
| 11월 20일 | 첨밀밀                          |
| 11월 27일 | 가을의 전설                     |
| 12월 4일  | 맨 인 블랙 2                    |
| 12월 11일 | 성룡의 러시아워                 |
| 12월 18일 | 쿼바디스                        |
| 12월 25일 | 쿼바디스                        |

### 2023년
| 방송일    | 제목 (원제)         |
| --------- | ------------------- |
| 1월 1일   | 마스크              |
| 1월 8일   | 위트니스            |
| 1월 15일  | 오블리비언          |
| 1월 22일  | 에린 브로코비치     |
| 1월 29일  | 러브스토리          |
| 2월 5일   | 마농의 샘           |
| 2월 12일  | 프리퀀시            |
| 2월 19일  | 평원의 무법자       |
| 2월 26일  | 패밀리 맨           |
| 3월 5일   | 다키스트 아워       |
| 3월 12일  | 스팅                |
| 3월 19일  | 트위스터            |
| 3월 26일  | 어바웃 어 보이      |
| 4월 2일   | 그들만의 리그       |
| 4월 9일   | 레미제라블          |
| 4월 16일  | 조 블랙의 사랑      |
| 4월 23일  | 조 블랙의 사랑      |
| 4월 30일  | 주니어              |
| 5월 7일   | 4인의 프로페셔널    |
| 5월 14일  | 황야의 7인          |
| 5월 21일  | 마농의 샘2          |
| 5월 28일  | 마스크 오브 조로    |
| 6월 4일   | 대탈주              |
| 6월 11일  | 대탈주              |
| 6월 18일  | 돌아온 황야의 7인   |
| 6월 25일  | 파 앤드 어웨이      |
| 7월 2일   | 황야의 분노         |
| 7월 9일   | 스타게이트          |
| 7월 16일  | 매그니피센트 7      |
| 7월 23일  | 긴급명령            |
| 7월 30일  | 정오에서 3시까지    |
| 8월 6일   | 미드웨이            |
| 8월 13일  | 머나먼 다리         |
| 8월 20일  | 머나먼 다리         |
| 9월 3일   | 석양의 건맨         |
| 9월 10일  | 대열차 강도         |
| 9월 17일  | 테스                |
| 9월 24일  | 테스                |
| 10월 1일  | 패트리어트 게임     |
| 10월 8일  | 아이언 마스크       |
| 10월 15일 | 라이언 일병 구하기  |
| 10월 22일 | 라이언 일병 구하기  |
| 10월 29일 | 포레스트 검프       |
| 11월 5일  | 책상 서랍 속의 동화 |
| 11월 12일 | 굿 윌 헌팅          |
| 11월 19일 | 석양의 무법자       |
| 11월 26일 | 석양의 무법자       |
| 12월 3일  | 그랜드 듀얼         |
| 12월 10일 | 블랙 호크 다운      |
| 12월 17일 | 엘도라도            |
| 12월 24일 | 캐치 미 이프 유 캔  |
| 12월 31일 | 더 브레이브         |

### 2024년
| 방송일    | 제목 (원제)              |
| --------- | ------------------------ |
| 1월 7일   | 해바라기                 |
| 1월 14일  | 서부의 사나이            |
| 1월 21일  | 레이디호크               |
| 1월 28일  | 구름 속의 산책           |
| 2월 4일   | 연인                     |
| 2월 11일  | 클리프행어               |
| 2월 18일  | 장고                     |
| 2월 25일  | 탈주 특급                |
| 3월 3일   | 불멸의 연인              |
| 3월 10일  | 코만체로스               |
| 3월 17일  | 내 남자친구의 결혼식     |
| 3월 24일  | 스파이더맨               |
| 3월 31일  | 시애틀의 잠 못 이루는 밤 |
| 4월 7일   | 러브 어페어              |
| 4월 14일  | 딥 임팩트                |
| 4월 21일  | 콜드 마운틴              |
| 4월 28일  | 장강 7호                 |
| 5월 5일   | 쥬만지                   |
| 5월 12일  | 부시맨                   |
| 5월 19일  | 툼스톤                   |
| 5월 26일  | 사브리나                 |
| 6월 2일   | 수색자                   |
| 6월 9일   | 마스크 오브 조로         |
| 6월 16일  | 레전드 오브 조로         |
| 6월 23일  | 새벽의 7인               |
| 6월 30일  | 굿 윌 헌팅               |
| 7월 7일   | 클레오파트라             |
| 7월 14일  | 클레오파트라             |
| 7월 21일  | 리오 브라보              |
| 7월 28일  | 혹성탈출                 |
| 8월 4일   | 태양은 가득히            |
| 8월 11일  | 패튼 대전차 군단         |
| 8월 18일  | 패튼 대전차 군단         |
| 9월 1일   | 슈퍼맨 2                 |
| 9월 8일   | 셰인                     |
| 9월 15일  | 아마겟돈                 |
| 9월 22일  | 그랜 토리노              |
| 9월 29일  | 오션스 일레븐            |
| 10월 6일  | 용서받지 못한 자         |
| 10월 13일 | 멤피스 벨                |
| 10월 20일 | 링고의 귀환              |
| 10월 27일 | 첨밀밀                   |
| 11월 3일  | 매버릭                   |
| 11월 10일 | 성룡의 러시아워          |
| 11월 17일 | 뮤리엘의 웨딩            |
| 11월 24일 | 무간도                   |
| 12월 1일  | 서치                     |
| 12월 8일  | 세렌디피티               |
| 12월 15일 | 라스트 모히칸            |
| 12월 22일 | 가타카                   |
| 12월 29일 | 마스크                   |

### 2025년
| 방송일   | 제목 (원제)               |
| -------- | ------------------------- |
| 1월 5일  | 보디가드                  |
| 1월 12일 | 마담 프루스트의 비밀정원  |
| 1월 19일 | 제리 맥과이어             |
| 1월 26일 | 취권                      |
| 2월 2일  | 매트릭스                  |
| 2월 9일  | 장고                      |
| 2월 16일 | 오 형제여, 어디에 있는가? |
| 2월 23일 | 킹콩                      |
| 3월 2일  | 어 퓨 굿 맨               |
| 3월 9일  | 황야의 7인                |
| 3월 16일 | 아웃사이더                |
| 3월 23일 | 코드네임 콘돌             |
| 3월 30일 | 겨울의 라이온             |
| 4월 6일  | 사선에서                  |
| 4월 13일 | 프랑스 중위의 여자        |
| 4월 20일 | 소울 서퍼                 |
| 4월 27일 | 나바론 요새               |
| 5월 4일  | 비밀의 화원               |
| 5월 11일 | 옥토버 스카이             |
| 5월 18일 | 서부의 사나이             |
| 5월 25일 | 스팅                      |
| 6월 1일  | 석양의 건맨               |
| 6월 8일  | 바이센테니얼 맨           |
| 6월 15일 | 스파르타쿠스              |
| 6월 22일 | 스파르타쿠스              |
| 6월 29일 | 매그니피센트 7            |
| 7월 6일  | 페이스 오프               |
| 7월 13일 | 어톤먼트                  |
| 7월 20일 | 투모로우                  |
| 7월 27일 | 삼국지: 명장 관우         |
| 8월 3일  | 배트맨                    |
| 8월 10일 | 트위스터                  |
| 8월 17일 | 파 앤드 어웨이            |
| 8월 24일 | 성룡의 CIA                |

## 같이 보기
- 일요특선 (KBS 2TV, 1986 ~ 1996년)
- MBC 일요특선 (MBC, 1986 ~ 1990년)
- 일요명화 (SBS, 1991 ~ 1997년)